# Actinodura egertoni
Actinodura egertoni е вид птица от семейство Leiothrichidae. Видът е незастрашен от изчезване.

## Разпространение
Разпространен е в Бутан, Китай, Индия, Мианмар и Непал.